# José Serrano
José Enrique Serrano, född 24 oktober 1943 i Mayagüez, Puerto Rico, är en amerikansk demokratisk politiker. Han var ledamot av USA:s representanthus mellan 1990 och 2021. Han representerade delstaten New Yorks 15:e distrikt 2013–2021. Innan dess samma distrikt New Yorks 16:e mellan 1993 och 2013 och New Yorks 18:e mellan 1990 och 1993. 
Serrano föddes på Puerto Rico och växte upp i New York. Han gick i skola i Dodge Vocational High School och studerade sedan vid City University of New York. Han tjänstgjorde i USA:s armé 1964-1966. Han var ledamot av New York State Assembly, underhuset i delstatens lagstiftande församling, 1975-1990.
Kongressledamoten Robert García avgick 1990 på grund av en skandal. Serrano vann fyllnadsvalet för att efterträda García i representanthuset. Han har omvalts nio gånger.